# جواد محجوب
جواد محجوب ((بالفارسية: جواد محجوب)؛ مواليد 26 مايو 1991 في تشناران) هو لاعب جودو إيراني.
تنافس لصالح إيران في البطولات التالية:
- دورة الألعاب الآسيوية 2010، السابع
- بطولة العالم للجودو 2011، ربع النهائي
- بطولة آسيا للجودو 2012، الميدالية الفضية
- كأس العالم 2012، براغ[5][6]
- بطولة آسيا للجودو 2013، الميدالية الذهبية

أقر محجوب في عام 2011 في مقابلة مع صحيفة إيرانية أنه تنازل عن مباراة ضد لاعب جودو ألماني لتجنب المنافسة ضد لاعب الجودو الإسرائيلي أور ساسون في كأس العالم للجودو سبتمبر 2011 في طشقند، أوزبكستان. وقال، «إذا رفضت أن أنافس الإسرائيلي، كانوا سوف يعلقون اتحادنا للجودو لمدة أربع سنوات».
في الألعاب الأولمبية الصيفية 2012 (حيث كان ربما سيواجه لاعب الجودو الإسرائيلي أريك زئيف، بطل أوروبا 2012 والحائز على الميدالية البرونزية الأولمبية 2004 الذي كان من بين أقوى المرشحين)، انسحب من المنافسة في آخر لحظة. أعلنت السلطات الإيرانية أن لديه "عدوى حرجة في الجهاز الهضمي). قبل الألعاب الاولمبية، كان وزير الشباب والرياضة الإيراني محمد عباسي قد قال "إن عدم التنافس مع الرياضيين الصهاينة هي واحدة من قيم ومصادر فخر الشعب الإيراني ورياضييه."

## روابط خارجية
- جواد محجوب على موقع الفيدرالية الدولية للجودو (الإنجليزية)
- جواد محجوب على موقع JudoInside.com (الإنجليزية)
- جواد محجوب على موقع AllJudo.net (الفرنسية)
- جواد محجوب على موقع شيردوغ (الإنجليزية)
- جواد محجوب على موقع Tapology.com (الإنجليزية)
- جواد محجوب على موقع اللجنة الأولمبية الدولية (الإنجليزية)
- جواد محجوب على موقع أوليمبيديا (الإنجليزية)